# Leidmotief
Een leidmotief – naar het Duitse Leitmotiv – is in zijn oorspronkelijke betekenis een muzikaal thema dat in een opera, of algemener het muziekdrama, steeds terugkeert als in de tekst of op het toneel een bepaalde figuur, gedachte of voorwerp verschijnt. Ook emoties en gedachten worden met leidmotieven verbonden. Hierdoor gaat de toeschouwer het thema met die figuur of dat object associëren en de muziek een concrete betekenis geven. Met deze stijlfiguur kan de muziek de gebeurtenissen op het toneel gaan becommentariëren, wat aan het werk een extra dimensie geeft. Daarnaast creëren de leidmotieven een groot web door meerdere opera's heen. Het leidmotief wordt als stijlmiddel ook in andere disciplines gebruikt. 
Johann Sebastian Bach gebruikte in zijn Johannes Passion als eerste uitgebreid leidmotieven, waarmee hij zijn tijd ver vooruit was. Zie vooral het thema van "kreuzige", dat al voorkomt in de inleiding door het orkest van het openingskoor (gespeeld door hobo's). De turbaekoren, de koren van de wilde volksmenigte, zijn het andere belangrijke leidmotief in de Johannes Passion.
De term Leitmotiv werd in de muziek geïntroduceerd door Friedrich Wilhelm Jähns in zijn boek Carl Maria von Weber in seinen Werken uit 1871. Echter vooral door Thematischer Leitfaden durch die Musik zu Richard Wagners Festspiel ‘Der Ring des Nibelungen’ (1876) door Baron Hans Paul von Wolzogen verwierf de term zijn typische (Wagneriaanse) betekenis.

## In de muziek

### Toepassing
Het leidmotief wordt herhaald, omgekeerd, door verschillende instrumenten overgenomen, soms ook ritmisch of melodisch licht gevarieerd. Zo wordt het een erkenning en bindmiddel doorheen het muziekstuk. Bij programmamuziek of opera kan het leidmotief ook gebruikt worden om een thema (bijvoorbeeld de dood) of een personage aan te kondigen of te vergezellen. Zo wordt muziek en beeld één geheel. Het gebruik van het leidmotief begon in de romantiek. Hector Berlioz werkte dit bijvoorbeeld sterk uit met zijn "idée fixe" in zijn Symphonie fantastique.

### Richard Wagner
Een meester in het gebruik van het Leitmotiv was Richard Wagner, de grondlegger van het Musikdrama. In zijn Ring des Nibelungen was de Leitmotivtechnik niet enkel een mooi middel om samenhang te creëren, maar door de reusachtige omvang van de tetralogie (3 avonden met een vooravond) een ware noodzaak. De motieven duiken onafhankelijk van de zich lineair afwikkelende handeling op. Ze verwijzen (als Erinnerung) naar het verleden of (als Ahnung) naar de toekomst. Hierdoor wordt een web gecreëerd waarbij het lineaire tijdsverloop doorbroken wordt (het motief verwijst naar het verleden of de toekomst). Dit brengt enerzijds een statisch tijdsbesef teweeg, anderzijds ligt een dermate grote progressieve tijdsstructuur aan de basis van de muziek zelf (dus ook van de motieven) dat het statische tegelijk ook erg vooruitstreeft in de tijd. Wagner sprak zelf overigens altijd van Gefühlsmoment, een term die in de muziek echter geen algemene ingang heeft gevonden.
De combinatie van het Leitmotiv met de unendliche Melodie lag aan de basis van een nieuw soort opera (Musikdrama) die rond 1920-1930 uiteindelijk (na Arnold Schoenberg en Alban Berg) in een impasse zou geraken.

## Overige disciplines
- Bij filmmuziek is een leidmotief bijna een "must", om het beeld van situaties of personen ook muzikaal te versterken. Bekende voorbeelden zijn de muziek van Ennio Morricone bij de film C'era una volta il west (Once Upon a Time in the West) en de diverse Star Wars-films (gecomponeerd door John Williams), waarbij de hoofdpersonages ieder hun eigen muziekthema hebben.
- Ook videospellen werken met leidmotieven, vaak op een vergelijkbare manier als in films.

Een goed voorbeeld is de videospellenreeks Final Fantasy gecomponeerd door Nobuo Uematsu. Vooral het spel Final Fantasy VI blinkt daarin uit, omdat het spel zoveel personages heeft, met ieder zijn eigen muziekthema.
- Het begrip wordt ook vaak gebruikt in de literatuurwetenschap, waar het in ongeveer dezelfde betekenis wordt gebruikt als in de muziek. Het gaat dan om een formeel terugkerend motief in een literair werk om personages, situaties of terugkerende gebeurtenissen herkenbaar te maken of ze via formele herkenning van dat motief met elkaar te verbinden. Een goed voorbeeld is een typische uitspraak van een personage, die telkens weer herhaald wordt. Een leidmotief is dus een formeel stijlmiddel: het komt in de tekst uitdrukkelijk voor. In die zin verschilt het van het (abstractere) grondmotief van een werk, dat op verschillende manieren uitgedrukt kan worden.
- In een afgeleide betekenis wordt het ook in andere kunstvormen gebruikt, zoals de schilderkunst ("Het vierkant is het leidmotief bij Piet Mondriaan").
- In het algemene taalgebruik wordt het soms voor grondmotief gebruikt, in een meer algemene betekenis als synoniem van de "rode draad", die bijvoorbeeld door een toespraak loopt. Dit is enkel correct als een bepaald formeel element herhaald wordt.